# Polyacanthonotus
Genre
Polyacanthonotus est un genre de poissons téléostéens.

## Liste d'espèces
Selon ITIS:
- Polyacanthonotus challengeri (Vaillant, 1888)
- Polyacanthonotus merretti Sulak, Crabtree & Hureau, 1984
- Polyacanthonotus rissoanus (De Filippi & Vérany, 1857)